# ماريان فريدريكسون
ماريان فريدريكسون (بالسويدية: Marianne Fredriksson)‏‏ (28 مارس 1927 في غوتنبرغ - 11 فبراير 2007 ) روائية، وصحفية، وكاتِبة من السويد.

## روابط خارجية
- ماريان فريدريكسون على موقع IMDb (الإنجليزية)
- ماريان فريدريكسون على موقع مونزينجر (الألمانية)
- ماريان فريدريكسون على موقع ألو سيني (الفرنسية)
- ماريان فريدريكسون على موقع قاعدة بيانات الأفلام السويدية (السويدية)
- ماريان فريدريكسون على موقع قاعدة بيانات الفيلم (الإنجليزية)
- ماريان فريدريكسون على موقع كينوبويسك (الروسية)